# 24世紀
24世紀（にじゅうしせいき）とは、西暦2301年から西暦2400年までの100年間を指す世紀。
この項目では、国際的な視点に基づいた24世紀について記載する。 

## 予定・予測される主なできごと

### 2300年代
- 2307年9月11日 - 金星による天王星の食。

### 2310年代
- 2313年 - 火星と木星の三重会合。
- 2319年 - 火星と土星の三重会合。

### 2320年代
- 2327年6月4日 - 金星による火星の食。

### 2330年代
- 2335年10月8日 - 金星による木星の食。

### 2340年代
- 2344年7月26日 - 「土星食」が起こるとされる[1]。

### 2350年代
- 2351年4月7日 - 水星による天王星の食。

### 2360年代
- 2360年12月13日 - 金星の太陽面通過。
- 2368年 - 池谷・張彗星が回帰。
- 2368年12月10日 - 金星の太陽面通過。

### 2380年代
- 2388年 - 火星と土星の三重会合[要出典]。

### 2390年代
- 2391年5月11日 - 水星の部分太陽面通過[要出典]。

### 2400年代
- 2400年11月17日 - 金星によるアンタレスの食（前回は紀元前525年9月17日）[要出典]。